# Raad voor de Ontwikkeling van Sociaal Wetenschappelijk Onderzoek in Afrika
De Raad voor de Ontwikkeling van Sociaal Wetenschappelijk Onderzoek in Afrika (CODESRIA, Council for the Development of Social Science Research in Africa) is een panafrikaanse onderzoeksorganisatie met het hoofdkantoor in Dakar, Senegal. De raad werd opgericht in 1973 en stimuleert niet-gouvernementeel onderzoek in Afrika.
De organisatie neemt een autonome positie in een regio in, waar doelen en programma's voor wetenschappelijk onderzoek vaak door overheden worden opgelegd. Ze publiceert uitgebreid op allerlei gebied op sociaal-wetenschappelijk terrein. Daarnaast implementeert ze culturele programma's. De organisatie bestaat in de hoofdstructuur uit de volgende onderdelen: de algemene vergadering, het uitvoerend comité, het wetenschappelijk comité en het uitvoerend secretariaat.
Enkele leidinggevende personen bij CODESRIA waren Ernest Wamba dia Wamba (voorzitter 1992-1995) en Achille Mbembe (secretaris 1996-2000). Vanaf 2015 is Dzodzi Tsikata, die in 2003 in Leiden promoveerde, president van Codesria.
In 1997 werd de Raad voor de Ontwikkeling van Sociaal Wetenschappelijk Onderzoek in Afrika onderscheiden met een Prins Claus Prijs. De jury prees de organisatie voor de "alerte ingezette koers en het uitmuntend onderzoeksprogramma.".

## Publicaties
CODESRIA publiceert boeken van een groot aantal Afrikaanse wetenschappers, waaronder Paulin Hountondji, Dessalegn Rahmato en Ernest Wamba dia Wamba. Verder brengt het met regelmaat tijdschriften en onlinepublicaties uit, zoals:
Tijdschriften
- Africa Development
- African Sociological Review
- African Journal of International Affairs
- Afrika Zamani
- Identity, Culture and Politics : an Afro-Asian Dialogue
- CODESRIA Bulletin
- Journal of Higher Education in Africa
- Africa Review of Books, ISSN 0851-7592
The ARB, tweemaal per jaar in het Frans en Engels
- Africa Media Review
- Afro-Arab Selections for Social Sciences

Online-publicaties
- Africa Development
- African Sociological Review
- Afrika Zamani
- Identity, Culture and Politics : an Afro-Asian Dialogue
- Monographs on line